# Hortobágy
Hortobágy ([ˈhoɾtobaːɟ]) est un village et une commune du comitat de Hajdú-Bihar en Hongrie.
Il est situé près du Parc national Hortobágy, classé au patrimoine mondial depuis 1999. Le monument le plus significatif y est le Pont des neuf arcs.